# Örnsköldsviks-Posten
Örnsköldsviks-Posten var en högertidning i Örnsköldsvik som grundades 1890 av Axel Lönnberg. 1931 blev den sexdagarstidning. År 1951 sammanslogs den med Ångermanlands Nyheter till Örnsköldsviks-Posten/Ångermanlands Nyheter, vilken hade redaktion och tryckeri i Härnösand. Editionen  upphörde 1953. Utgivningsperiod 1890-04-26 till 1951 -09-14.

## Redaktion
| Period                 | Ansvarig utgivare                | Titel                  | Period                 | Redaktör                 |
| 1890-04-12--1902-05-02 | Lönnberg, Johan Axel             | redaktionssekreteraren | 1900-01-02--1902-04-29 | Lönnberg, Axel           |
| 1902-05-03--1902-12-22 | Lönnberg, Mathilda Charlotta     | enkan                  | 1902-05-01--1904-08-20 | Larsson, Ola             |
| 1902-12-23--1904-09-04 | Larsson, Jan Olof                | redaktionssekreteraren | 1904-08-23--1915-01-21 | Ohlson, Alfred           |
| 1904-09-05--1915-01-26 | Ohlson, Olof Alfred              | redaktören             | 1915-01-23--1915-01-26 | Lindholm, Folke          |
| 1915-01-27--1926-08-30 | Sandström, Bertil Rudolf Fredrik | rådmannen              | 1915-01-28--1915-02-27 | Ingen uppgift            |
| 1926-08-31--1935-09-11 | Häggström, Oskar Gustaf Efraim   | redaktören             | 1915-03-02--1918-10-08 | Mångberg, Gunnar         |
| 1935-09-12--1943-06-15 | Hallin, Karl Ivar                | direktören             | 1918-10-10--1918-10-12 | Viving, Alfred J:son     |
| 1943-06-16--1944-11-15 | Skarin, Evert                    |                        | 1918-10-15--1922-09-07 | Haraldsson, Olof         |
| 1944-11-16--1948-05-04 | Forsberg, Tage                   |                        | 1922-09-09--1922-09-09 | ingen uppgift            |
| 1948-05-05--1950-12-27 | Nydahl, Gustaf                   |                        | 1922-09-12--1926-07-31 | Ljunggren, Albert Gustaf |
| 1950-12-28--1951-09-02 | Hallin, Ivar                     |                        | 1926-08-02--1926-08-30 | Sandström, Carl          |
| 1951-09-03--1953-11-30 | Skarin, Evert                    |                        | 1926-08-02--1926-08-30 | Forsberg, Tage           |
|                        |                                  |                        | 1926-09-01--1935-09-04 | Häggström, Oscar         |
|                        |                                  |                        | 1935-09-05--1943-02-27 | Forsberg, Tage           |
|                        |                                  |                        | 1943-03-01--1944-11-15 | Skarin, Evert            |
|                        |                                  |                        | 1944-11-16--1948-04-01 | Forsberg, Tage           |
|                        |                                  |                        | 1948-04-02--1951-01-03 | Nydahl, Gustav           |
|                        |                                  |                        | 1951-01-04--1951-09-14 | ingen uppgift            |
|                        |                                  |                        | 1951-09-15--1953-11-30 | Skarin, Evert            |

Redaktionsort var den 2 januari 1900 till 14 september 1951 Örnsköldsvik och sedan de två sista åren Härnösand. Tidningen blir edition till Ångermanlands Nyheter 1951-09-15 till 1953-11-30. Politisk tendens för tidningen var hela tiden ett konservativt organ högertidning.
Tidningens utgivningsrekvens varierar:  1890-1893 1 dag /vecka fredagar först sedan måndagar. Tvådagars utgivning från 1894 på måndagar och totsdagar,  från 1897 3 dagar per vecka måndag, onsdag, fredag, Från 1900 utgivning tisdag, torsdag, lördag till 1910. 1911 blir tidningen 4 dagars men redan 1912 åter 3 dagar i veckan..1925 återkommer utgivning med 4 dagar 1925 till 1927, 1928 till 1931 åter tredagarstidning innan tidningen 1931 blir  sexdagars tidning till nedläggningen. Tidningens fullständiga titel var hela tiden Örnsköldsviks-Posten utom  de två sista åren. Periodisk bilaga först Bihang 1890-1907 oregelbunden, sen Veckobilaga torsdagar 1924-1925, 1927-1931 fredagar. Deltitlar med beteckning  B C kommer ut oregelbundet. Tidningen ger ut ett Jubileumsnummer 23 november 1940 där tidningen historia behandlas.

## Tryckning
Tryckningen skedde på stor satsyta inledningsvis men från 1951 bara 48x35 cm och alltså bara lite större än tabloid. Antalet sidor var 4 fram till 1926, sedan 6-8 till 1951 och 10-12 sidor de två sista åren som edition till Ångermanlands Nyheter. Typsnittet var antikva hela utgivningstiden. Tryckeriutrustning är okänd möjligen fick tidning ny tryckpress 1926. Upplagan var 1900 5100 vilket var tidnings största upplaga. Efter andra världskriget minskade upplagan från 4000 till 2200 året då tidningen läggs ner. Trycktes bara i svart men 1951 -1953  i svart plus en färg. Förlagsnamn 1890 till 1902 Axel Lönnberg och efter hand död, till 24 juni 1902 Matilda Lönnberg. Tidenen övertas 25 juni 1902 till 1951 Tryckeriaktiebolaget Örnsköldsviksposten och blir 1951 till 1953 Tryckeriaktiebolaget Härnösandsposten. Priset var 1900 3,60 kr om året och steg efter första världskriget till 11 kr 1921, 1951 var priset 20 kr och det höjdes som edition till 29 kr och 31 kr 1952 och 1953.
| Period                 | Tryckeri                                 | Ort          |
| 1900-01-02--1904-02-02 | Örnsköldsvikspostens tryckeri            | Örnsköldsvik |
| 1904-02-04--1923-12-31 | Tryckeriaktiebolaget Örnsköldsviksposten | Örnsköldsvik |
| 1924-01-03--1929-03-11 | Örnsköldsvikspostens tryckeri            | Örnsköldsvik |
| 1929-03-13--1951-09-14 | Tryckeriaktiebolaget Örnsköldsviksposten | Örnsköldsvik |
| 1951-09-15--1952-05-10 | Tryckeriaktiebolaget Härnösandsposten    | Härnösand    |
| 1952-05-12--1953-11-30 | Aktiebolaget Ångermanlands nyheter       | Härnösand    |